# Ocupació austriacista de Madrid
L'ocupació austriacista de Madrid de 1706 fou un dels episodis de la Guerra de Successió Espanyola.

## Antecedents
Després de l'expulsió dels francesos d'Alemanya, Itàlia i els Països Baixos, l'acció de la guerra passà a la península Ibèrica. El 1706, el general portuguès António Luís de Sousa, Marquês das Minas va envair Castella des de Portugal amb un exèrcit portuguès, amb contingents anglesos i holandesos,
Concentrant en un sol cos totes les seves tropes, es va conduir dirigir ràpidament al Nord, deixant Badajoz a la seva dreta, va prendre per sorpresa San Vicente de Alcántara i Membrío, i va lliurar un dur combat amb l'enemic Brozas. Va assolir la victòria, i deixant l'enemic retirar-se a Càceres, va continuar cap Alcántara, que va capitular en 14 d'abril al cap de cinc dies de resistència. El Marquès va enviar a Portugal 4.200 presos, entre ells sis generals, 128 oficials, va capturar 47 peces d'artilleria, 2.961 fusells, 3.900 quilos de pólvora, 1.800 projectils d'artilleria, 360 casos de bales de plom, sis morters, 400 sacs de farina, 100 d'ordi, 200 barrils vi, 1.100 nous uniformes, 105 cavalls, etc.
Els borbònics que assetjaven Barcelona van rebre notícies de la caiguda d'Alcántara i van fugir en un complet desordre, i atiats pels miquelets van abandonar l'artilleria i les municions, fins al punt que Felip d'Anjou va haver de fugir cap a França passant per l'Empordà i el Rosselló, arribant a Perpinyà en 23 de maig i tornant a Espanya per Navarra.
El Marquès das Minas no va voler dur a terme una marxa sense tenir assegurada la comunicació amb Portugal, i sense sotmetre al mateix temps al poder de Carles III una àmplia extensió de territori. El dia 28 d'abril es va presentar davant Plasència on, després de la retirada del duc del marge esquerre del riu, aviat va fer aclamar Carles III. Des d'aquest moment l'exèrcit portuguès va continuar cap a la carretera a Madrid, per la qual es va retirar Berwick fent un simulacre de resistència, amb la idea d'atreure el Marquès das Minas a les estèrils planes de Castella la Nova.
El marqués va evitar l'engany del duc marxant prop de la frontera portuguesa rebent reforços i pertrets, mentre que Berwick si volia seguir-lo hauria de debilitar encara més el seu petit exèrcit. Sense més demora que el temps necessari per reunir els subministraments i municions a Alcántara, el marquès va seguir en direcció a Madrid per la carretera de Plasència. Berwick es preparava per a passar el riu Tajo, per ajudar a Alcántara, quan va tenir notícia que la ciutat s'havia rendit. Llavors es va retirar a Plasència amb la intenció de cobrir la capital del regne, sense aventurar-se a presentar batalla, i va començar entre els dos hàbils generals, una sèrie de marxes i contramarxes, i el 22 de maig de 1706, el 26 de maig Ciudad Rodrigo i Salamanca el 7 de juny, per marxar cap a Madrid en 12 de juny, sense trobar resistència, ja que Berwick no disposava de prou tropes o no les pogué emplaçar a temps, per disputar el pas de la Serra de Guadarrama. Maria Lluïsa de Savoia es va traslladar de Guadalajara a Burgos amb la cort el 21 de juny, deixant en mans austriacistes la capital i el 24 de juny els austriacistes es van apropar a Madrid, a Nuestra Señora de Retamal, i esperant notícies de com seria acollit a la capital mentre l'arxiduc avançava per Aragó.

## L'ocupació austriacista
Madrid ciutat es va rendir el 25 de juny, enviant els seus diputats al general portuguès per demanar que es nomenés un corregidor per governar la ciutat i moltes de les províncies properes: com Segòvia, Toledo, Talavera, Àvila i altres, també van enviar als seus emissaris per implorar la protecció dels aliats. El dia 28 l'exèrcit finalment va fer l'entrada triomfal a Madrid i al cap de 126 anys, el marquès de Mines va venjar la vergonya que Portugal havia patit amb l'entrada de Fernando Álvarez de Toledo y Pimentel, el duc d'Alba a Lisboa el 1580. Saragossa va caure en mans austriacistes en 29 de juny.
Entrades a Madrid les forces comandades pel Marques das Minas, aquest va ordenar que s'efectués el 2 de juliol l'aclamació de Carles III, mentre foren enviats missatgers a l'Arxiduc, per accelerar la seva arribada a la capital. Però l'Arxiduc va tardar molt a posar-se en marxa i emprendre el viatge de Barcelona a Madrid, va entretenir-se a Saragossa, on va arribar el 15 de juliol i va paralitzar tots els moviments del Marquès amb els anuncis que aviat s'unirien a Guadalajara.
El 4 d'agost es va produir una revolta a Madrid, i les poques tropes austriacistes, consistents en una companyia d'uns centenars de miquelets catalans i dos esquadrons de cavalleria van haver de refugiar-se al Palau Reial. Amb tots aquests retards la reunió dels aliats a Guadalajara es va produir el 6 d'agost quan el conjunt d'Espanya ja estava en armes i Felip d'Anjou havia aconseguit bastir un exèrcit de 30.000 homes comandat per Berwick i havia aïllat Madrid, tallant les comunicacions amb Aragó i Portugal, i per evitar ser atacat per tropes regulars i irregulars, els aliats es van retirar cap a València, on aconseguí arribar esquivant un enemic superior en nombre.

## Conseqüències
Madrid fou recuperada per un exèrcit comandat per Felip de Borbó i pel duc de Berwick el 4 d'octubre i s'inicià una forta repressió contra els afectes a Carles III i als catalans, valencians i aragonesos que vivien a Madrid. El 1707, el comte de Galway va fer un altre intent de prendre Madrid que va fracassar i la retirada aliada va acabar amb la derrota a la batalla d'Almansa, que comportà l'ocupació borbònica del Regne de València per dret de conquesta, i així aquest va perdre tots els seus furs concedits fins aleshores i li van ser imposats els Decrets de Nova Planta.